# Eagles of the Republic
Eagles of the Republic is een Zweeds-Frans-Deens-Finse politieke thriller uit 2025, geschreven en geregisseerd door Tarik Saleh en het derde deel van zijn "Cairo"-trilogie na The Nile Hilton Incident (2017) en Boy from Heaven (2022). De hoofdrollen worden vertolkt door Fares Fares en Lyna Khoudri.

## Verhaal
George Fahmy, een van Egyptes meest gerenommeerde acteurs, staat onder druk om te spelen in een propagandafilm die in opdracht van de overheid is gemaakt. Hij accepteert uiteindelijk de opdracht en raakt betrokken bij een affaire met de vrouw van de generaal die toezicht houdt op de film. 

## Rolverdeling
| Acteur         | Personage    |
| -------------- | ------------ |
| Fares Fares    | George Fahmy |
| Lyna Khoudri   | Donya        |
| Amr Waked      | Dr. Manssour |
| Zineb Triki    | Suzanne      |
| Cherien Dabis  |              |
| Sherwan Haji   |              |
| Suhaib Nashwan |              |

## Productie
De productie ontving in 2024 een subsidie van 500.000 euro van Eurimages. De opnames vonden plaats in Istanbul, Turkije en werden in juli 2024 afgerond.

## Release
Eagles of the Republic ging op 19 mei 2025 in première op het Filmfestival van Cannes in de competitie voor de Gouden Palm.

## Prijzen en nominaties
De belangrijkste:
| Jaar | Prijs                   | Categorie   | Genomineerde(n) | Uitslag     |
| ---- | ----------------------- | ----------- | --------------- | ----------- |
| 2025 | Filmfestival van Cannes | Gouden Palm | Tarik Saleh     | Genomineerd |